# Lee H. Katzin
Lee H. Katzin (* 12. April 1935 in Detroit, Michigan; † 30. Oktober 2002 in Beverly Hills, Kalifornien) war ein US-amerikanischer Film- und Fernsehregisseur, der unter anderem Folgen für die Serien Bonanza und Kobra, übernehmen Sie drehte.
Im Jahre 1975 drehte er die erste Folge der Gerry Anderson Serie Mondbasis Alpha 1 (Erste Folge mit dem deutschen Titel Die Katastrophe). Katzin drehte auch die erste Folge der Fernsehserie Der Mann aus Atlantis. Zusammen mit Steve McQueen setzte er 1970 in Frankreich den sehr erfolgreichen Kinofilm Le Mans um, im Jahr darauf den stark verrissenen Thriller Top Secret. Im Jahr 1978 erschien der unter Katzins Regie entstandene Film Killer-Bienen II – Terror aus den Wollken (Originaltitel Terror out of the Sky). 1988 drehte er Lost World – Die letzte Kolonie. Er war auch Regisseur einiger Folgen der Fernsehserie MacGyver. Sein Schaffen umfasst mehr als 70 Produktionen. Zuletzt drehte er 1999 den Film Der Todfeind. 1968 und 1985 war Katzin jeweils für den Emmy nominiert und 1969 für den Directors Guild of America Award.
Katzin starb im Jahre 2002 an Krebs.